# Осталье, Франсуаза
Франсуаза Осталье (фр. Françoise Hostalier; род. 19 августа 1953, Бове, департамент Уаза, Франция) — французский политик, депутат Национального собрания Франции, член Радикальной партии. Член национального бюро Радикальной партии.
На выборах в Национальное собрание 2007 года выиграла голосование по 15-му избирательному округу департамента Нор, получив 51,87 % голосов. Во время выборов в Национальное собрание 2012 г. не смогла отстоять депутатский мандат, заняв только 3-е место по итогам 1-го тура.

## Политическая карьера
19.03.1989 — 18.06.1995 — член муниципального совета города Армантьер 

02.04.1993 — 18.06.1995 — депутат Национального собрания Франции от 11-го избирательного округа департамента Нор 

17.05.1995 — 07.11.1995 — государственный секретарь по вопросам школьного образования в правительстве Алана Жюппе 

16.06.1995 — 18.03.2001 — член муниципального совета города Армантьер 

19.03.2001 — н/вр — член муниципального совета города Ньепп 

28.03.2004 — 21.03.2010 — член совета региона Нор-Па-де-Кале 

20.06.2007 — 17.06.2012 — депутат Национального собрания Франции от 15-го избирательного округа департамента Нор